# Abbaye Sainte-Catherine d'Avignon
Pour les articles homonymes, voir Sainte-Catherine.
L’abbaye Sainte-Catherine d'Avignon est une ancienne abbaye de cisterciennes située dans la rue du même nom, dans la vieille ville d'Avignon. L'abbaye a été fermée à la Révolution. Restaurée, c'est aujourd'hui un théâtre, le Théâtre du Chêne noir.

## Historique

### Site et règle originels
Le site originel de l'abbaye n'était pas en ville, mais sur une colline un peu à l'écart, au lieu-dit actuel Montdevergues (de mons virginum), à l'emplacement de l'actuel centre hospitalier de Montfavet. En 1060, une abbaye bénédictine y est fondée, avec l'appui financier de la comtesse Oda et le soutien de l'évêque Rostaing.

### Changement de règle puis de site
Lors d'une visite de Saint Bernard, les moniales décident de passer à la règle cistercienne, vers 1150. L'abbaye devient alors une fille de l'abbaye Notre-Dame de Sénanque.
Entre 1251 et 1253, la région étant peu sûre, l'évêque Zoen Tencarari propose aux religieuses de trouver refuge en ville, dans le site actuel, sur la paroisse Saint-Symphorien. Il dote richement l'abbaye, largesse imitée par ses successeurs (notamment André de Languissel, évêque jusqu'en 1300) et par les papes d'Avignon. Zoen Tencarari  est inhumé dans l'église des cisterciennes.
L'abbaye ainsi protégée se consacre pleinement à la prière et aux aumônes, fonde plusieurs prieurés. Il semble qu'une fondation ait notamment vu le jour à Gigognan à la fin du XIIIe siècle.
En 1634 ou 1636 est fondée une abbaye fille à Manosque,. Cette dernière abbaye, dont la première abbesse est Anne de Valavoire, se voue en particulier à l'éducation des jeunes filles désargentées.
La chapelle est construite sur une propriété attentant au monastère par le cardinal Hugues de Saint-Martial, et terminée en 1402. Elle est constituée d'une nef unique avec abside octogonale. Sa façade est percée d'une rosace et flanquée d'une tour octogonale d'escalier.

### La fin à la Révolution
Comme toutes les autres abbayes françaises, l'abbaye Sainte-Catherine est fermée à la Révolution.
Deux des trente-deux martyres d'Orange sont des religieuses cisterciennes de Sainte-Catherine (et par ailleurs nées sœurs de la même famille) : Sœur Marie de Saint-Henri et Sœur du Cœur-de-Marie (respectivement Marguerite et Madeleine de Justamond, nées à Bollène en 1746 et 1754). Avec 27 autres religieuses, elles trouvent refuge dans une maison de Bollène et recréent une communauté de prière. En avril 1794, elles sont arrêtées pour avoir refusé de prêter le serment de liberté-égalité ; un jugement les condamne à mort. Trente-deux sont exécutées : seize ursulines, treize sacramentines, une bénédictine, et les deux sœurs cisterciennes. Marguerite est guillotinée le 12 juillet 1794 (24 messidor an II) et Madeleine le 16 juillet (28 messidor).

### L'abbaye après les sœurs
L'église est utilisée après la Révolution comme garage. Puis elle est inscrite à l'inventaire complémentaire des Monuments historiques le 25 avril 1974 (toutefois cette protection ne concerne que l'église conventuelle et non le reste du bâtiment);  enfin l'église est transformée en théâtre, le Théâtre du Chêne noir.